# Fusarium oxysporum
Il Fusarium oxysporum è un fungo parassita saprofita (ovvero un fungo che si nutre di sostanze organiche morte), che attacca diverse piante di una certa rilevanza commerciale, tra cui l'erba medica, il pomodoro ed il banano. Genera una malattia nota come tracheomicosi. Esistono circa 120 sottospecie (forme speciales) di questo parassita, ognuna delle quali colpisce in maniera selettiva una specie ospite e non ha alcun effetto su altre specie. Le varie sottospecie sono distinte fisiologicamente, ma restano difficilmente distinguibili morfologicamente. 
Questo fungo ha la capacità di sopravvivere molto a lungo nel suolo, sotto forma di micelio, in assenza di un organismo ospite per poi introdursi nel sistema vascolare (xilema) nel quale si diffonde e si moltiplica come lievito fino a provocare la morte dell'ospite.